# Zotzenbach
Zotzenbach este cea mai mare comună din districtul Bergstraße din sudul landului Hessa, după Rimbach-Mitte. Ea aparține din 1971 de Rimbach. Are o populație de peste 2100 de locuitori.

## Geografie
Zotzenbach se află pe ambele maluri ale pârâului cu același nume în Valea Weschnitz din Vorderen Odenwald, la aproximativ 30 km nord de Heidelberg. În afară de cătunul Münschbach din apropiere, este singurul district care se află la sud de Rimbach-Mitte și la est de Weschnitz. Întinsul district Zotzenbach se întinde de la câmpiile Weschnitz la est până la regiunea de vârf Tromm și include Ireneturm (turnul Irenei) înalt de 27 de metri, care a fost construit la vest de vârf și a fost numit după o prințesă din familia Hesse-Darmstadt. Aceasta înseamnă că Zotzenbach face parte din regiunea Überwald și, la peste 570 de metri, are cea mai mare altitudine din comunei Rimbach. La capătul sudic al districtului, cătunul Unter-Mengelbach aparține încă de Zotzenbach.
Districtul se învecinează cu Mörlenbach la sud și vest, cu Wald-Michelbach și Grasellenbach la est, cu comuna Münschbach și cu Rimbach-Mitte la nord.

## Istoric
Cea mai veche mențiune a locului se găsește în Codexul Lorsch, o listă a posesiunilor Mănăstirii Imperiale Lorch. Donația unui Lüther din anul 877 către mănăstire este documentată aici sub numărul 40. Făcând acest lucru, a asigurat înfățișarea pe viață a acestor bunuri și a altor locuri, inclusiv Zotzenbach (villa Zoszumbach), pe care mănăstirea le-a dat în fief. La acea vreme, aceasta era o practică comună pentru domnii nobili de a-și asigura mântuirea după moarte.
Fosta municipalitate independentă a fost încorporată în decembrie 1971 în municipiul Rimbach.

## Locuri și monumente

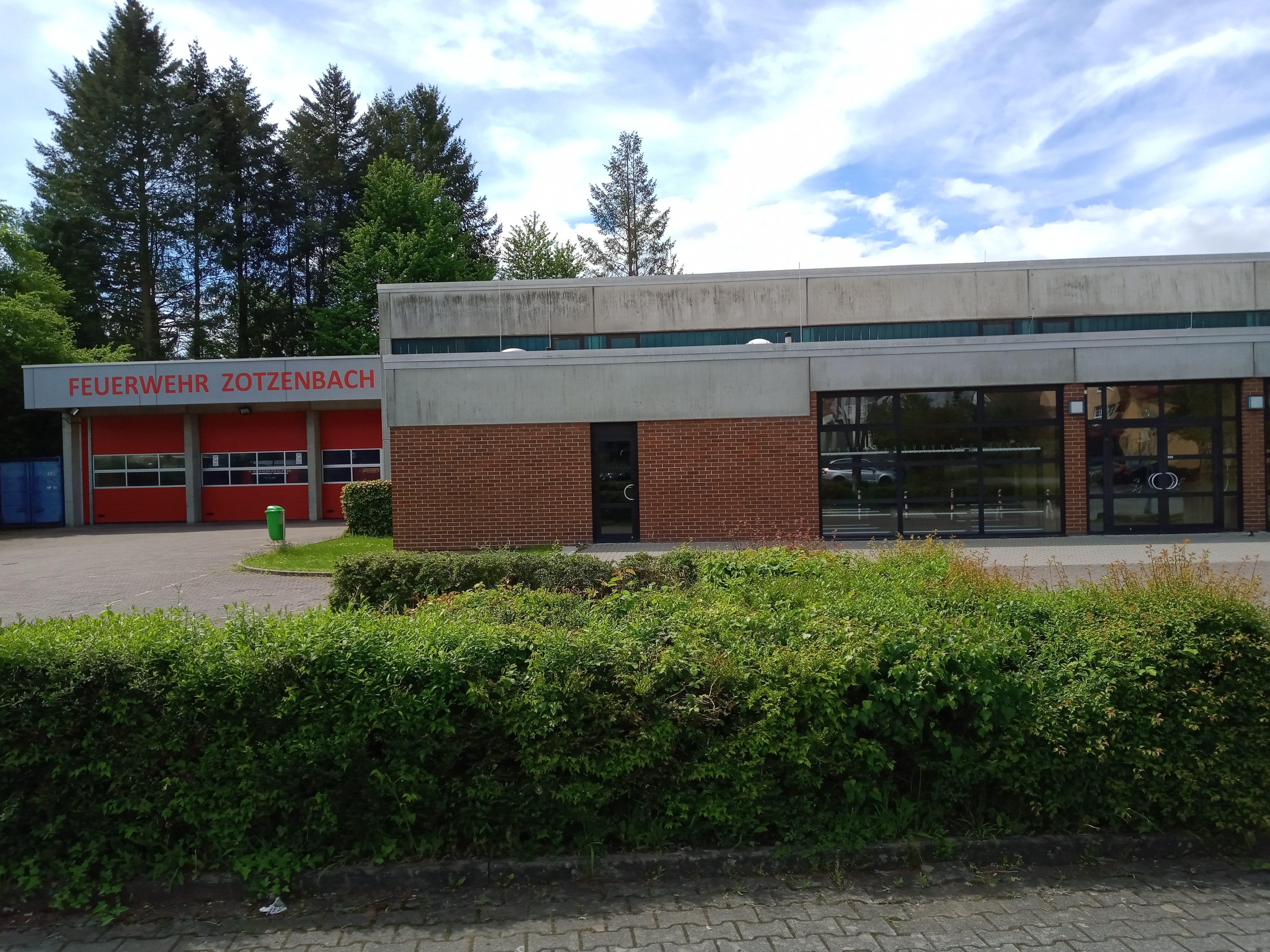
Pompierii și Hala Tromm
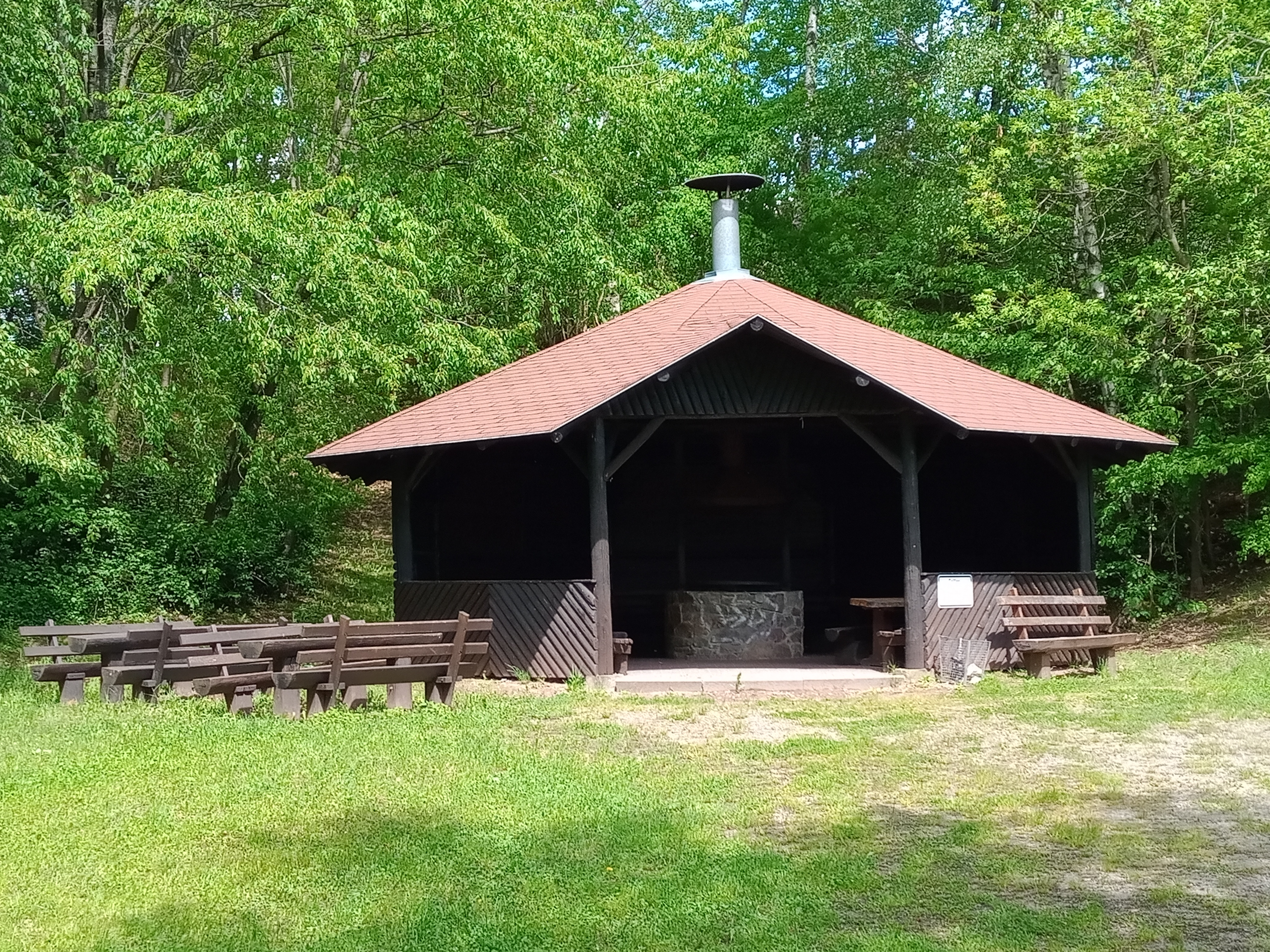
Loc de făcut grătare
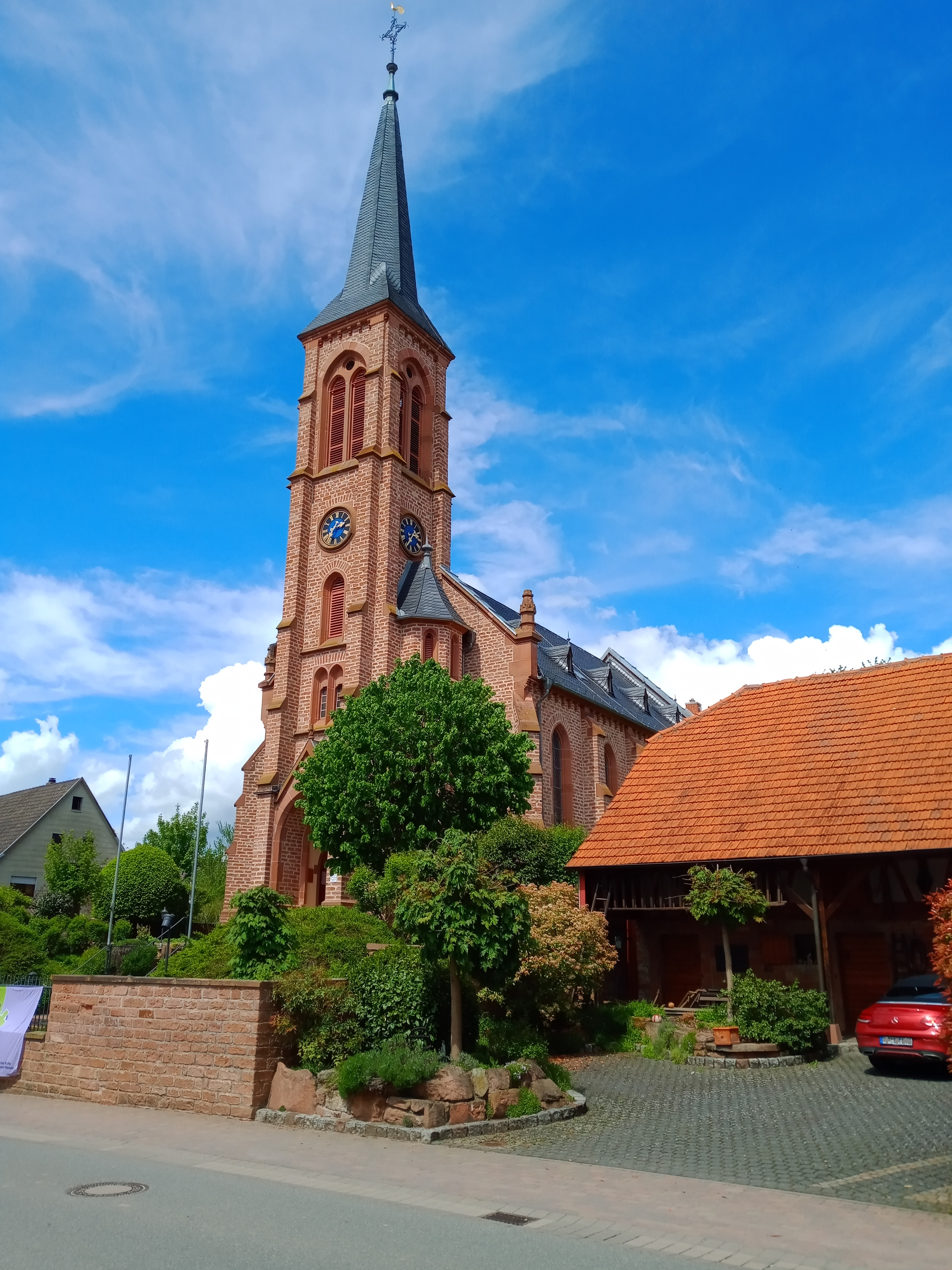
Biserica Evanghelică

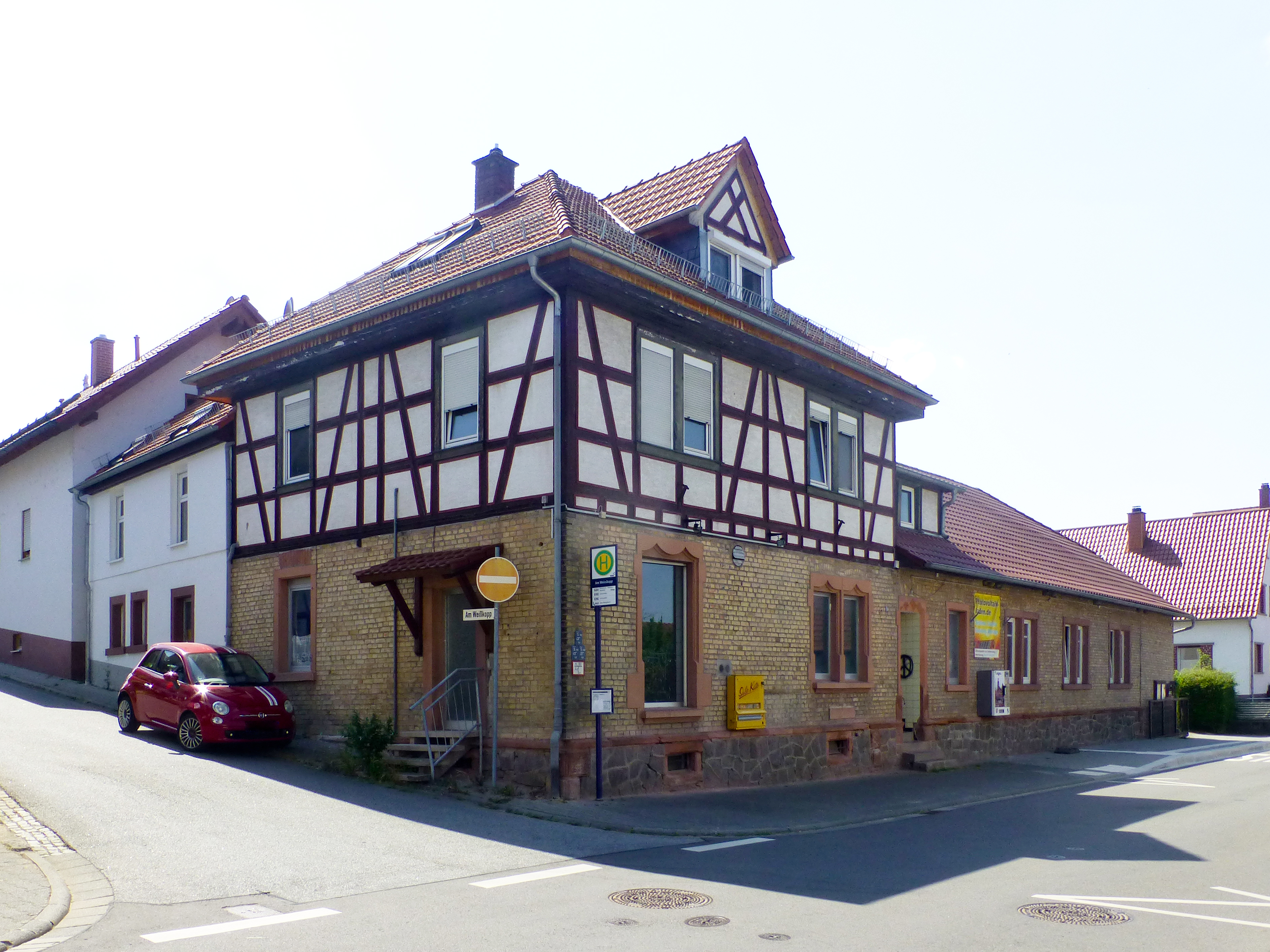
Zotzenbach, strada Gării
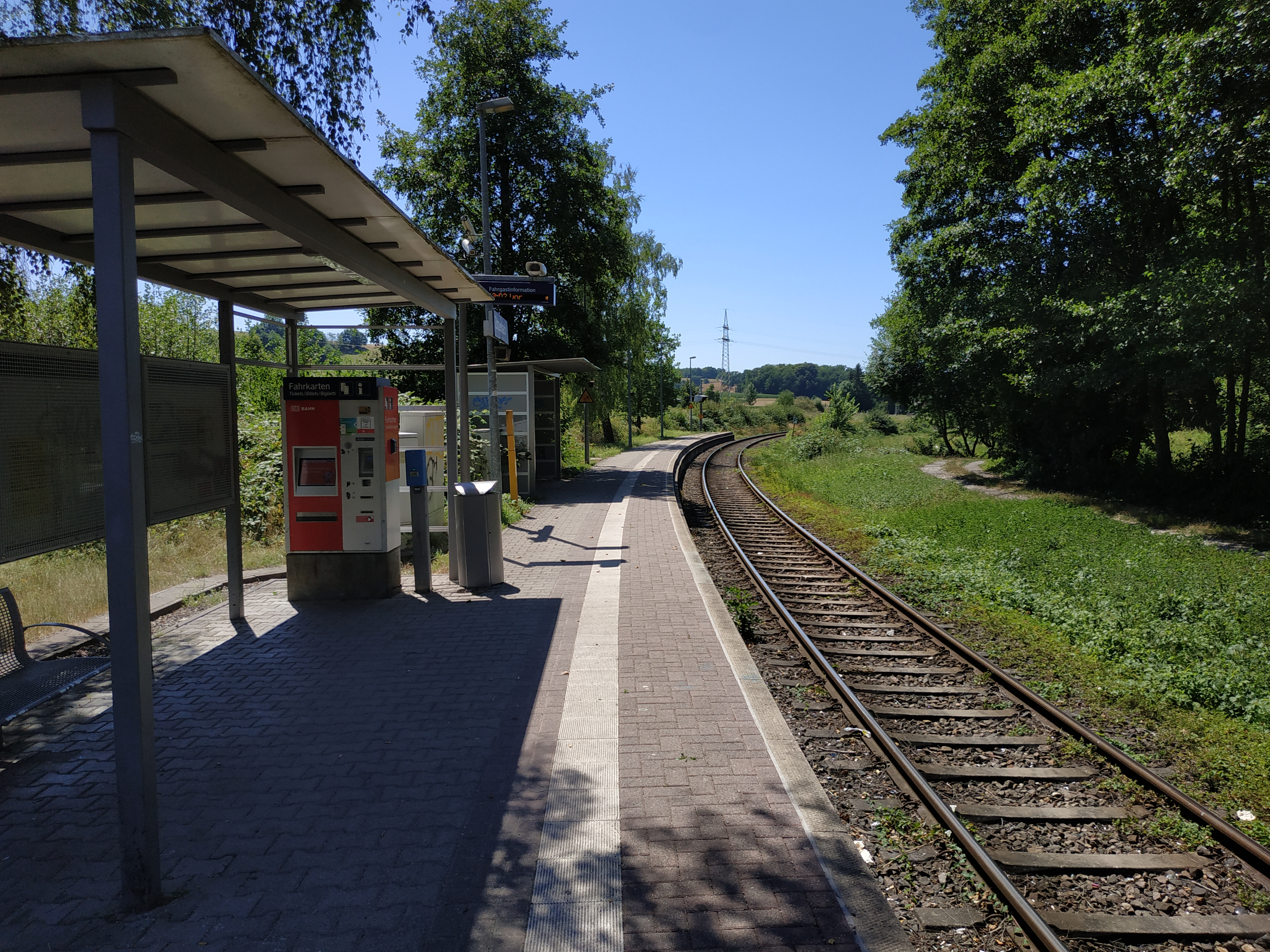
Gara Zotzenbach
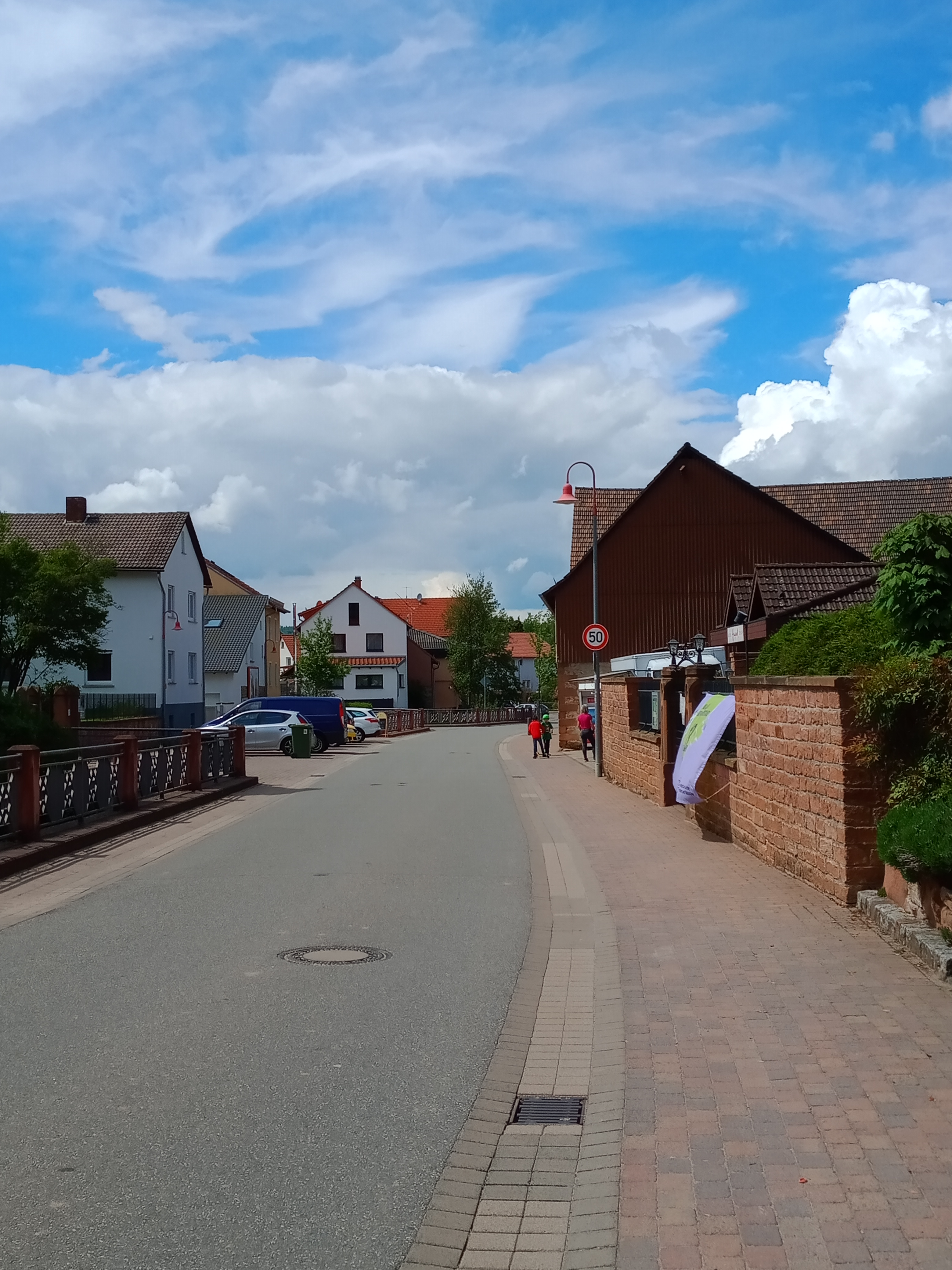
O stradă din comună